# Prime Directive
De Prime Directive ("Eerste Richtlijn") is een richtlijn uit de populaire sciencefictionserie Star Trek. In goed Nederlands zou dit (met enige verbeelding) mogen worden betiteld als de "grondwet" voor contact tussen ontwikkelde soorten (in het bezit van warpaandrijving) en minder ontwikkelde soorten. Oorspronkelijk betrof de Richtlijn alleen het verbod op actieve bemoeienis met minder ontwikkelde soorten, later werd de Richtlijn bijgesteld en algemener gemaakt - het gaat niet langer slechts om minder ontwikkelde maar om alle soorten.
In een aflevering van seizoen 1 "Symbiosis" van Star Trek: The Next Generation omschrijft kapitein Jean-Luc Picard deze Prime Directive tegenover de scheepsarts Beverly Crusher als volgt: "De Prime Directive is niet zomaar een verzameling regels, maar een filosofie. En een bijzonder góede filosofie." Zijn uitleg is fundamenteel voor ons begrip. Het uitgangspunt is dat alle contacten met minder ontwikkelde, buitenaardse levensvormen en beschavingen een negatief resultaat opgeleverd hebben wanneer afzonderlijke beschavingen met elkaar in contact kwamen. Op basis hiervan is de Prime Directive opgesteld, die het contact tussen de mensheid enerzijds en buitenaardse beschavingen anderzijds aan banden legt. Bij het onderzoeken van een nieuwe planeet of een nog niet eerder onderzochte Soort, stelt de Eerste Richtlijn dat de groep onderzoekers zich niet bekend mag maken, noch mag uitleggen wat het doel van het bezoek is. Er mag geen verstoring plaatsvinden van de sociale ontwikkeling van de planeet die wordt bezocht.
Opmerkelijk is het feit dat het Prime Directive niet in alle gevallen naar twee kanten toe dezelfde werking behoeft te hebben. Meer dan eens komt het voor dat de mensheid belangrijke vooruitgang boekt door gebruik te maken van technologieën van buitenaardse beschavingen.

## Oorsprong
Het begrip Prime Directive speelt een rol vanaf het allereerste moment waarop de mensheid in contact komt met buitenaards leven. Dit is het geval in de film Star Trek: First Contact, waarin Zefram Cochrane er als eerste in slaagt om een ruimteschip te construeren dat sneller kan vliegen dan het licht.

## Inhoudelijk
De Prime Directive wordt in de serie nergens expliciet uitgewerkt. Op grond van de gebeurtenissen kan men echter afleiden dat de Prime Directive in elk geval de volgende elementen bevat:
1. Gezagvoerders van een sterrenschip en hun bemanning zijn verplicht zich onder alle omstandigheden te houden aan de Prime Directive (de regel wordt immers ook wel Starfleet General Order #1 genoemd)
2. Overtreding van de Prime Directive kan leiden tot strafrechtelijke vervolging.
3. Het is niet toegestaan technologie te delen met minder ontwikkelde beschavingen.
4. De ontwikkeling van een minder ontwikkelde beschaving mag op geen enkele manier beïnvloed worden door contact met die beschaving.
5. Wanneer contact met een minder ontwikkelde beschaving noodzakelijk is of onvermijdelijk, dan moet alles in het werk gesteld worden om die beschaving niet te beïnvloeden. Praktische toepassing hiervan vindt men onder meer in het imiteren van cultuur, gedrag en uiterlijk van die beschaving.
6. De wetten van een minder ontwikkelde beschaving moeten tot in alle details worden opgevolgd. De wetten van de verenigde Federatie van Planeten die op het moment van contact met buitenaardse beschavingen gelden, zijn ondergeschikt aan de wet- en regelgeving van die beschaving.